# Ус Вікторія Володимирівна
Вікторія Володимирівна Ус (нар. 29 квітня 1993, Київ, Україна) — українська веслувальниця, учасниця Олімпійських ігор 2016, 2020 та 2024 років.
Виборола бронзу на чемпіонаті Європи U23 2015 року у Кракові, Польща . 
Вікторія Ус виграла "срібло" в дисципліні каное на етапі Кубка світу 2020 з каное-слалому (По, Франція). Це її друга на медаль на етапі в французькому По - Вікторія також здобула "бронзу" в змаганнях на байдарках .
27 липня 2021 року Вікторія Ус виступила у першій з двох дисциплін на  Олімпійських Іграх у Токіо. У слаломі байдарки-одиночки Ус посіла восьме місце . 
29 липня 2021 року відбулися фінальні заїзди веслувального слалому серед жінок на каное.
Вікторія Ус показала результат 124,85 та посіла 7-е місце 
.
27 липня 2024 року Вікторія Ус пройшла кваліфікацію у категорії K1W (Каяк-Жінки) на олімпіаді у Парижі.
Але, нажаль, на наступний день Вікторія посіла 18 місце в напівфіналі та втратила змогу виступити у фіналі.
30-31 липня 2024 року Вікторія пройшла кваліфікацію, а потім напівфінал в категорії C1W (Каное-жінки). Та зайняла 11 місце у фіналі! 

## Виступи на Олімпіадах
| Олімпіада            | Дисципліна | Місце |
| -------------------- | ---------- | ----- |
| Ріо 2016             | K-1        | 12    |
| Токіо 2020           | K-1        | 8     |
| Токіо 2020           | C-1        | 7     |
| ІІІ Європейські ігри | Каяк-крос  | 1     |
| Париж 2024           | C-1        | 11    |

## Державні нагороди
- Орден княгині Ольги III ст. (7 вересня 2023) — За досягнення високих спортивних результатів на ІІІ Європейських іграх у м.Кракові (Республіка Польща), виявлені самовідданість та волю до перемоги, піднесення міжнародного авторитету України.[8]